# Nat Jones
Nat Jones (rond 1940) is een Amerikaanse jazzpianist.

## Biografie
Jones speelde met Cootie Williams in 1962. Begin jaren 1970 trad hij op met de bassisten Herman Wright en Michael Fleming in de New Yorkse jazzclub West Boondock. In deze periode werden opnamen gemaakt met de formatie The Piano Choir (Handscapes, Strata-East Records), waarin Stanley Cowell, Hugh Lawson, Webster Lewis, Harold Mabern, Danny Mixon en Sonelius Smith verschillende klavierinstrumenten bespeelden. In 1994 speelde hij met Takeshi Yamaguchi (Lover Man). In 1994 werd het Piano Choir nieuw leven ingeblazen voor de productie Handscapes 95. In 1989 speelde hij nog in de Bar Montparnasse.
- Library of Congress Control Number: no2001089618
- Virtual International Authority File: 46420160
- WorldCat: E39PBJdmkk9RYqbtb8pTDW6Yfq